# Festival Pirineos Sur

Pantano y pueblo de Lanuza.

Pirineos Sur es un festival musical y cultural que se organiza anualmente en la localidad de Lanuza, en Huesca, España. A lo largo de dos semanas se realizan diversos conciertos así como exposiciones, talleres, mercados y pasacalles.

## Ubicación
El Festival se encuentra en la localidad de Lanuza, a pocos kilómetros de Sallent de Gállego. 
El escenario flotante está situado en el Pantano de Lanuza y el graderío se asienta en la ladera de la montaña. Todo el enclave se halla rodeado por Los Pirineos lo que le da una belleza natural impresionante.

## El Festival
El principal objetivo del Festival es crear vínculos de tolerancia y comprensión entre las diferentes culturas. De igual manera, es un gran atractivo turístico para la zona. La afluencia anual suele variar, en 2007 se acercaron al festival más de 50.000 personas a lo largo de las más de dos semanas de duración.
La próxima edición está prevista para julio de 2021. Concretamente, se celebrará entre el día 10 y el 26 de dicho mes en su ubicación habitual.
Los estilos musicales varían desde Flamenco, Hip Hop, Salsa o Folk hasta Percusión africana, Reggae y Jazz.
Por el escenario han pasado artistas de la talla internacional de Carlinhos Brown, Compay Segundo, Bunbury, Orishas y Alpha Blondy. Igual de importante es la afluencia nacional: Antonio Carmona, José Mercé, Carmen París, Ojos de Brujo, Macaco o Paco de Lucía.

## Actividades Paralelas
En la vecina localidad de Sallent de Gállego se desarrollan todos los días una serie de actividades paralelas a los conciertos. 
Durante todo el festival tenemos a nuestra disposición el Mercado del Mundo, una serie de tenderetes por donde poder dar un paseo. En él podemos encontrar todo tipo de artículos de carácter étnico. Son muy populares las vestimentas sudamericanas al igual que los diferentes objetos decorativos y las tallas africanas. También hay varios puestos con bares donde podremos degustar manjares locales y de todo el Mundo. A diario se realizan diversos talleres callejeros entre los que se encuentran desde danzas tribales hasta acrobacias aéreas. Todos los días cualquiera puede pasárselo bien a la vez que enriquece su cultura. 
El pasacalles anima las calles de Sallent con diferentes espectáculos funambulescos y pequeños teatros.
Para los más pequeños se organizan actividades especiales que incluyen teatros, cuentacuentos y juegos infantiles.

## Ediciones
- 1992: | edición
- 1993: || edición
- 1994: África Negra
- 1995: El Mediterráneo
- 1996: El Caribe
- 1997: La Lusofonía
- 1998: Cuba. La isla de la música
- 1999: La música del Islam. Las mil y una músicas
- 2000: El meridiano cero. En la línea
- 2001: Tras las huellas de la música negra
- 2002: Especial Rom2003: América Latina
- 2003: Los ritmos cruzados de América Latina
- 2004: Las músicas del Sahel: El blues de la frontera
- 2005: En las fronteras de América del Norte
- 2006: 15 años de Pirineos Sur
- 2007: Cuando el río suena
- 2008: África Urbis
- 2009: Atlántico Negro
- 2010: 1810-2010 Bicentenario de la independencia en Latinoamérica
- 2011: Tribus Ibéricas

## Pirineos Sur 2008
El festival bajo el título "África Urbis" se realizó del 10 al 26 de julio.
Algunos de los artistas invitados fueron:
Peret, Smod, Amadou & Mariam, Tony Allen, Maghrebika, Djamel Laroussi, Bidinte, Bigg, Idir, Alpha Blondy, Johnny Clegg, Cheikha Rabia, Ex-Centric Sound System, Konono N.º 1 entre otros.